# Heinrich von Pflummern
Heinrich von Pflummern (* 5. September 1475 in Biberach; † 28. April 1561 in Waldsee) war ein deutscher katholischer Priester und Chronist der Reformationszeit.

## Leben und Werk
Heinrich von Pflummern entstammt dem 1882 ausgestorbenen Adelsgeschlecht der Pflummern, das ursprünglich seinen Sitz in dem heute nach Riedlingen eingemeindete Dorf Pflummern am Südrand der Schwäbischen Alb hatte. Er wurde 1501 zum Priester geweiht und war an der Spitalkirche in Biberach tätig. 1531 ging er wegen der von ihm abgelehnten Reformation nach Waldsee ins Exil. Als überzeugter Gegner der Reformation verfasste er dort im Jahre 1545 seine Chronik, in welcher er ausführlich die damaligen religiösen Bräuche in der Reichsstadt Biberach beschrieb und die Abschaffung dieser durch die Reformation beklagte. Er setzte damit die Aufzeichnungen seines Bruders Joachim von Pflummern fort, der in einem anderen Bericht die Zustände und die Zeit vor der Reformation in Biberach beschrieb.